# お笑い世論調査
『お笑い世論調査』（おわらいよろんちょうさ）は、1967年5月5日から1968年3月までフジテレビ系列局で放送されていたフジテレビ製作の討論バラエティ番組である。

## 概要
主婦が日頃関心を持っている問題を取り上げ、出演者と来場者（視聴者代表として選ばれた主婦10人）がその是非について議論していた公開番組。前番組『お笑いタッグマッチ』と同様に、当時有楽町1丁目にあった東京ヴィデオ・ホール（旧・蚕糸会館6階）からの生放送を行っていた。

## 放送時間
いずれも日本標準時。
- 金曜 12:15 - 12:45 （1967年5月5日 - 1967年9月）
- 土曜 12:15 - 12:45 （1967年10月 - 1968年3月）

## 出演者

### 司会
- 春風亭柳昇 - 『お笑いタッグマッチ』から引き続き出演。

### 弁士
- 三遊亭右女助
- 三遊亭小圓馬 - 『お笑いタッグマッチ』から引き続き出演。
- 桂伸治 - 『お笑いタッグマッチ』から引き続き出演。
- 春風亭柳好 - 『お笑いタッグマッチ』から引き続き出演。

### インタビュアー
- 四代目三遊亭金馬
- 月の家圓鏡